# Plagodis keutzingi
Plagodis keutzingi là một loài bướm đêm trong họ Geometridae.